# Машина простору
«Машина простору» (англ. The Space Machine) — роман Крістофера Пріста 1976 року, що поєднує сюжети романів Герберта Веллса «Машина часу» та «Війна світів».
Вперше вийшов у видавництві Faber and Faber Limited. Роман оповідає про подорожі головних героїв, комівояжера Едварда Тернбулла і секретарки Амелії Фіцгіббон. Пара, випробовуючи «машину простору», потрапляє на Марс, де дізнається про задум марсіан завоювати Землю, та намагається їм завадити.

## Сюжет
Молодий чоловік Едвард Тернбулл працює комівояжером, його життя нудне та невиразне. Більшість вільного часу він проводить у готелях за розмовами з чоловіками схожих професій. Але одного разу в 1893 році він дізнається, що в тому ж готелі, що й він, зупинилася Амелія Фіцгіббон, секретарка винахідника, сера Вільяма Рейнольдса. Едвард вирішує познайомитися з нею в надії зацікавити її начальника власною ідеєю захисної маски для автомобілістів. Відвідавши будинок Вільяма, Едвард дізнається, що такий винахід вже добре відомий в Америці. Та він також довідується, що винахідник сконструював машину для подорожей у просторі й часі, «машину простору». Поки Вільяма немає вдома, Амелія пропонує Едварду скористатися «машиною простору». Обоє виконують політ у недалеке майбутнє, на 10 років уперед, де Едвард стає свідком нападу на будинок невідомих ворогів і загибелі (як він припускає) майбутньої версії Амелії у вогні. Машина автоматично повертається назад через три хвилини, тому Едвард думає, що якщо завадить цьому, то змінить майбутнє. Він натискає випадковий важіль і машина збивається з курсу.
Едвард з Амелією опиняються на рівнині, зарослій червоною рослинністю. Спершу вони вважають, що потрапили на високогірне плато, але потім усвідомлюють, що це Марс. Едвард намагається полагодити машину, але це заново запускає запобіжний механізм і вона автоматично повертається в Англію 1893 року, лишивши мандрівників сам на сам. Наступного дня вони зустрічають злиденних людей, яких спершу сприймають за росіян. Зрозумівши, що це раби, Едвард і Амелія шукають їхніх господарів і виявляють поїзд незвичайної конструкції. Сховавшись у натовпі, обоє досягають міста, накритого прозорим куполом, і знаходять прихисток у порожньому бараку. Земляни знаходять тамтешній одяг і вдають із себе рабів, але потім зауважують, що за ними хтось слідкує із веж по місту.
Проживши в місті два тижні, Едвард з Амелією зауважують, що над людьми-рабами є люди-наглядачі, але ними своєю чергою править якась вища прихована каста. Невдовзі в місто вторгаються крокуючі машини, якими пілотують схожі на восьминогів марсіани. Люди марно намагаються протистояти їх, але марсіани швидко перемагають і забирають багатьох із собою, в тому числі Амелію.
Ставши одним із рабів, Едвард проводить у місті пів року. Потім його з кількома іншими відправляють на поживу марсіанам — ті викачують з людей кров. Рабів відправляють усередині снаряда, який вистрілюють з величезної гармати. Едварду вдається звільнитися під час польоту та спричинити падіння снаряда в пустелі. Він вибирається назовні та досягає іншого міста, де триває повстання рабів. Едвард убиває одного з марсіан і приєднується до повстанців, серед яких зустрічає Амелію.
Амелія розповідає, що стала очільницею повстання, бо її сприйняли за пророковану визволительку. Перед другою атакою марсіан Амелія та Едвард вирішають одружитися за місцевим звичаєм. Потім Едвард дізнається історію Марса. Спершу всі марсіани були схожі на землян, але Марс старший і менший за Землю, тому на ньому закінчуються ресурси. Тисячі років тому марсіани вивели касту інтелектуалів, які мали великий мозок і безформне тіло. Вони зробили багато винаходів і проклали по Марсу канали для зрощування. Поступово інтелектуали розвинулися в восьминогоподібну форму та поневолили своїх творців. Внутрішня боротьба між ними виснажила Марс і тому марсіани готують завоювання Землі.
Марсіани будують п'ять величезних гармат, щоб запустити до Землі сотні своїх кораблів-снарядів. Оскільки вони спрямували більшість зусиль на організацію вторгнення, це дає повстанцям нагоду розпланувати власні дії. Амелія та Едвард хочуть захопити один зі снарядів і вирушити на Землю раніше, щоб попередити про загрозу. Задум вдається, вони захоплюють снаряд, поки екіпаж спить. Він опиняється в авангарді вторгнення з 10-и кораблів, призначених зайняти плацдарм на Землі. Едвард вивчає керування і спрямовує снаряд у Англію.
Приземлення відбувається несприятливо, снаряд застрягає в ґрунті і людям доводиться чекати, поки марсіани прокинуться й самі його відчинять. Коли Едвард і Амелія виходять назовні, інші снаряди вже досягають Землі і марсіани виводять свої крокуючі триноги, озброєні тепловими променями. Армія не може протистояти марсіанами, Едвард з Амелією вирішують розшукати Вільяма Рейнольдса. На шляху вони знайомляться з письменником, яким виявляється сам Герберт Веллс.
Веллс розповідає, що Вільям до нападу марсіан скористався «машиною простору», щоб вирушити в майбутнє. Про свої пригоди він розповів Веллсу, а потім вирушив у наступну подорож, з якої так і не повернувся. Через те скористатися «машиною простору» проти марсіан немає змоги. Амелія довідується, що зараз 1903 рік, той самий день, у який вона з Едвардом спершу прибула в майбутнє. Тож «машину простору» можна перехопити в самих себе під час її трихвилинної зупинки. Едвард застерігає не робити цього та побоюється, що Амелія все одно загине. В результаті жінка виживає, хоча будинок виявляється пошкоджений вибухом. Едвард з Амелією розповідають Веллсу про свої пригоди і той усвідомлює, що знає де Вільям лишив креслення своєї машини. Втрьох вони вирішують збудувати другу машину. За тиждень Веллсу вдається створити простішу машину, здатну подорожувати тільки в просторі.
Едвард, Амелія та Веллс беруть гранати, полишені армією при відступі, та за допомогою «машини простору» зненацька скидають їх на марсіанську техніку. Трійця планує завдати якомога більшої шкоди загарбникам, щоб допомогти британським військам. Після того, як знищено понад десяток марсіан, Веллс помічає, що решта прибульців хворіють і гинуть через земних бактерій. Урешті вторгнення припиняється. Веллс вирушає на пошуки своєї дружини, а Едвард і Амелія лишаються біля «машини простору», спостерігаючи як у Лондон повертається життя.

## Реакція критиків
Річард Лупофф схарактеризував «Машину простору» як «абсолютно нову, захопливу і геніальну книгу», хоча й дорікнув відносно повільним темпом її вступного фрагмента.

## Нагорода
1977 року книга здобула премію «Дітмар» в категорії «International SF».

## Примітка
1. ↑  «Lupoff's Book Week», Algol 28, 1977, p.53.